# Acacia catenulata
Espèce
Classification phylogénétique
Acacia catenulata est une espèce de plantes à fleurs de la famille des Mimosaceae, ou des Fabaceae selon la classification phylogénétique. C'est un arbre de 15 mètres de haut originaire du Queensland, en Australie.
Il fait partie des acacias du groupe des mulga, mais son écorce est plus sombre et son aspect moins régulier que les autres acacias.